# Hvorledes Dr. Nikola erhvervede den kinesiske Stok
Hvorledes Dr. Nikola erhvervede den kinesiske Stok (også af DFI omtalt som Dr. Nikola II) er en dansk stum dramafilm fra 1909 produceret af Nordisk Films Kompagni og instrueret af Viggo Larsen. Filmen er den anden af tre film fra 1909 med August Blom i rollen som Dr. Nikola; den første var Den skjulte Skat og efterfølgeren var Dr. Nikola - Lamaklostrets hemmeligheder.
Filmen havde dansk premiere den 27. september 1909 i Kosmorama i Esbjerg og havde premiere i USA under titlen How Dr. Nicola Procured the Chinese Cane den 18. september 1909.

## Handling
Der findes tre kinesiske stokke, der under normale omstændigheder besiddes af de tre ældste i lamaklostret, der derved kan opnå viden om livets og dødens hemmeligheder. En af de ældste munke er død, der skal vælges en stedfortræder, og der vælges en klog og from ypperstepræst. Stokken sendes til ham som tegn på hans nye værdighed, men den bliver væk på vejen; hvide hænder får fat i den, og efter en del eventyr er den ved begyndelsen af filmen i en sømands eje, hvis navn er China Peat.
China Peat skal dø. Han bor i en gammel forfalden bygning i Whitechapel. Han sender bud efter sin advokat, Mr. Wilrey, som engang reddede hans liv. Til gengæld tilbyder China Peat ham nu den kinesiske stok. Mr. Wilrey lægger ikke meget vægt på historierne om stokkens enorme kraft og værdi, men han tager den og beholder den som en kuriosum. Så snart China Peat har lukket øjnene, dukker Dr. Nikola op; han vil have stokken og har allerede brugt en formue på at lede efter den. Dr. Nikola har dog ikke tabt modet, og dagen efter aflægger han et besøg hos Mr. Wilrey og tilbyder ham en betydelig sum penge for stokken. Men Mr. Wilrey har ikke brug for penge og ønsker ikke at sælge stokken. Dr. Nikola vil dog ikke opgive sit plan og fortæller Mr. Wilrey, at han vil tilegne sig stokken, enten ved en fair handel, eller ved ulovligheder. Assisteret af to kloge, men skruppelløse hjælpere, bortfører Dr. Nikola en aften Mr. Wilreys datter fra et bal. Hun føres ud ombord på Dr. Nikolas skib, og faderen rådes i et brev til at sende stokken og en sum penge ned til kajen; hvis ikke, vil den unge dame aldrig vende tilbage igen. Den gamle herre er fortvivlet og rådfører sig med sin datters kæreste. Den unge mand tilkalder politiet, og så snart Dr. Nikola erfarer dette, modtager Mr. Wilrey endnu et brev, der informerer ham om, at hans datter nu er blevet sejlet bort, og at han kan annoncere i Sidney Gazette senere, hvis han skulle ønske at blive enig om en løsning. En nærmere undersøgelse giver Mr. Wilrey grund til at tro, at hans datter er blevet sejlet til en lille ø i det sydlige Ocean. En ekspedition sættes i værk drager ud for at finde datteren. Øen findes, men Mr. Wilrey, bliver adskilt fra sine hjælpere; to mænd overmander ham og tager ham til fange. Han får bind for øjnene og bliver bragt frem for doktor Nikola, som stille med et ironisk smil tager den kinesiske stok fra sin kurv og derefter høfligt tager afsked med den forbløffede herre. Resten af ekspeditionens medlemmer har i mellemtiden fundet og befriet Miss Wilrey. Da de alle er klar til at gå om bord, er Mr. Wilrey savnet. Til sidst finder de ham i skoven bundet til et træ. Far og datter er nu igen forenet, og den omstændighed, at Dr. Nikola fik fat i den kinesiske stok, mindsker ikke deres lykke.

## Medvirkende
- August Blom som Doktor Nicola
- Maggi Zinn
- Franz Skondrup